# Jane Mouton
Jane Srygley Mouton (* 15. April 1930; † 7. Dezember 1987) war eine US-amerikanische Wirtschaftswissenschaftlerin.
Gemeinsam mit Robert R. Blake entwickelte sie das sogenannte Managerial Grid (auch: Verhaltensgitter), ein wissenschaftliches Modell, das die Kombinationsmöglichkeiten von Mitarbeiter- und Sachaufgabenorientierung im Management aufzeigt.